# Hanpanda
hanpanda（ハンパンダ）は、アートディレクター・野田凪考案のキャラクター。
体の半分がジャイアントパンダ、もう半分は別の動物やキャラクターで構成されたキャラクター。野田凪自身のアートディレクションの一つとして考案された。採用した動物は20種類を超え、デザインの異なるキャラクターは100種を超える。
主なキャラクターに、「ウサパン」「ニャンパン」「ライパン」「ハリパン」「バッファローパン」「カンガルーパン」などがいる。キャラクターごとに性格や好きなこと嫌いなこと、将来の夢などが設定されている。野田はウサパンの友達だという設定になっている。
一部のキャラクターはぬいぐるみなどによって商品化され、10代から20代の女性を中心に人気のキャラクターへ成長した。また、不動産会社東京建物のマスコットキャラクター、キリンビバレッジから発売された「微発泡supli（サプリ）」の宣伝キャラクターに採用された（起用キャラクターはウサパン）。サンリオのハローキティと提携した「キティパン」も発表された。
2008年6月には野田のアートディレクションとして、ニャンパンの葬儀・告別式が開催された。
当初、野田自身はハンパンダを商業利用する目的はなく、商売とは離れた位置にあるキャラクターの一つとして考案したとのこと。